# Talisman (brætspil)
Talisman er et fantasy-tema adventure brætspil oprindeligt designet og produceret af Games Workshop nu udgivet af Fantasy Flight Games. Spillet blev først udgivet i 1983, og har været igennem flere revisioner. Hvor den seneste revision er den reviderede fjerde udgave udgivet i 2008. Den tredje udgave og nogle af ekspansions sæt var løst forbundet til Games Workshops Warhammer-univers. 

## Historie
Talisman: The Magical Quest Game blev skabt af Robert Harris med det formål at have det sjovt med sine venner. Det oprindelige mål var at blive en præfekt på en drenge skole. Efter at have skiftet temaet på spillet til fantasy , fandt han en udgiver i form af Games Workshop og en kontrakt om samt royalties. Games Workshop købte deres resterende interesser i Talisman lige inden indførelsen af den tredje udgave og ændret navnet fra Talisman: The Magical Quest Game til Talisman. Games Workshop valgte samtidig at sætte deres 3 udgave af Talisman i deres populære Warhammer univers.

## Udgaver

### 1-2 udgave
Udvidelser:
- Talisman: Expansion Set (1986)
- Talisman: The Adventure (1986)
- The Talisman Dungeon (1987)
- Talisman: Timescape (1988)
- Talisman: City (1989)
- Talisman: Dragons (1993)

### 3 udgave
Udvidelser:
- Dungeon of Doom (1994)
- City of Adventure (1994)
- Dragon's Tower (1995)
- White Dwarf Magazine (mini expansions) (1994)
- The Vampire's Keep (fan expansion) (1998)

### 4 udgave
Den 8. januar 2007 annonceret Black Industries (En del af Games Workshops udgivelse division, BL Publishing) lanceringen af en ny udgave af Talisman. Som blev udgivet på den bekræftede udgivelsesdato af 5. oktober 2007. Denne nye udgave var baseret på anden udgave, indarbejde med nogle regel ændringer fra den tredje udgave, samt et større spilbræt. Spilbrættet er omkring 30% større end 2. udgave bestyrelse illustratorener på linje med andre moderne fantasy rollespil fra Games Workshop. Spillet kommer med 14 spilbare figurer: En præst, munk, Profetinde Minstrel, Elver, troldmand, troldkvinden, snigmorder, ghoul, kriger, tyv, druide, dværg, og Trold. På GAMA Trade Show, blev det meddelt, at der ville være udvidelser, men ingen detaljer blev leveret på det tidspunkt.
Revideret fjerde udgave
Den 28. januar 2008 meddelte Black Industries at de ikke længere ville udgive brætspil, herunder Talisman. Den 22. februar 2008 meddelte Fantasy Flight Games, at de ville overtage licensen til Talisman samt fortsætter med at producere den 4. udgave og dets udvidelser. Fantasy Flight Games udgav den  reviderede 4. udgave af Talisman den 17. december 2008, samt en opgradering pakke med opdaterede kort og miniaturer for folk, der har købt den oprindelige 4. udgave. 
Udvidelser:
- The Reaper Expansion (2008)
- The Dungeon Expansion (2009)
- The Frostmarch Expansion (2009)
- The Highland Expansion (2010)
- The Sacred Pool Expansion (2010)
- The Dragon Expansion (2011)
- The Blood Moon Expansion (2012)
- The City Expansion (2013)
- The Nether Realm Expansion (2013)
- The Firelands Expansion (2014)
- The Woodland Expansion (2014)
- The Deep Realms Expansion (2015)

## Internationale udgaver
Talisman er blevet oversat til flere sprog:  Finsk (2. udgave), fransk (1., 2., 3. og 4. udgave), tysk (2., 3. og 4. udgave), italiensk (2. og 4. udgave), tjekkisk (2nd Edition), slovakisk (2. udgave) , hebraisk (1. og 2. udgave), svensk (1. og 2. udgave), polsk (2. og 4. udgave), og ungarsk (4. udgave).

## Videospilsversioner
En version af spillet for ZX Spectrum computer blev frigivet i 1985. I 2007 annoncerede Capcom deres planer om at udgive en version af Talisman til PlayStation Network, Xbox Live Arcade og Microsoft Windows-platforme. Dette produkt blev oprindeligt lavet i forbindelse med udgivelsen af den fjerde udgave af brætspillet. Men den 12. oktober 2008 annoncerede Capcoms Senior Director for strategisk planlægning et ophør i forbindelse med at videreudvikling på spillet grundet "fejltænding", og omkostningerne ved at overføre projektet til nye udviklere. Han fortalte at retten til Talisman havde vendt tilbage til Games Workshop. 
Den 15. november 2012, udgav Nomad Games Ltd Talisman Prologue, en Singleplayer version af Talisman.
Den 12. februar 2014 blev en multiplayer version af spillet kaldet Talisman Digital Edition udgivet på Steam.

## Popkultur
I flere episoder af tv serien The Big Bang Theory kan nogle af hovedpersonerne ses spille Talisman (den 4 udgave) i Sheldon og Leonard dagligstue.